# Cernay-en-Dormois
Pour les articles homonymes, voir Cernay.
Cernay-en-Dormois est une commune française, située dans le département de la Marne en région Grand Est.

## Géographie
Cernay-en-Dormois est situé à 20 km de Sainte-Ménehould et 45 km de Châlons-en-Champagne. Le village est au milieu d'une plaine fertile, entre la Dormoise et l'Aisne.
| Fontaine-en-Dormois             | Bouconville Ardennes       | Autry Ardennes           |
| Rouvroy-Ripont                  | Cernay-en-Dormois          | Condé-lès-Autry Ardennes |

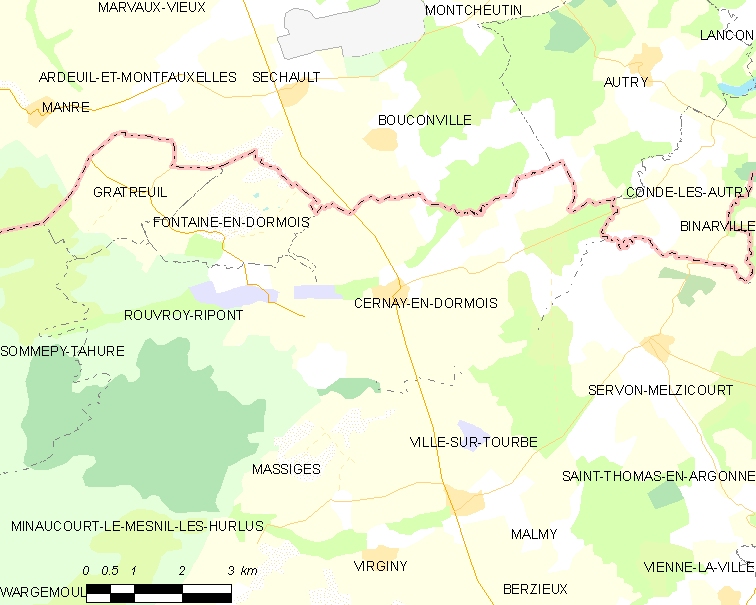
Carte de la commune et des communes voisines

| Minaucourt-le-Mesnil-lès-Hurlus | Massiges, Ville-sur-Tourbe | Servon-Melzicourt        |

### Hydrographie
La commune est dans la région hydrographique « la Seine du confluent de l'Oise (inclus) à l'embouchure » au sein du bassin Seine-Normandie. Elle est drainée par la Dormoise, le ruisseau des Sugnons, le cours d'eau 01 de la commune de Cernay-en-Dormois, le cours d'eau 01 de la commune de Fontaine-en-Dormois, le Fossé 03 de la commune de Cernay-en-Dormois, le Fossé de la Briqueterie, le Fossé des Champs la Bille, le Fossé du Haut de la Rue, divers bras de la Dormoise et divers autres petits cours d'eau,.
La Dormoise, d'une longueur de 17 km, prend sa source dans la commune de Sommepy-Tahure et se jette  dans l'Aisne à Autry, après avoir traversé cinq communes. 

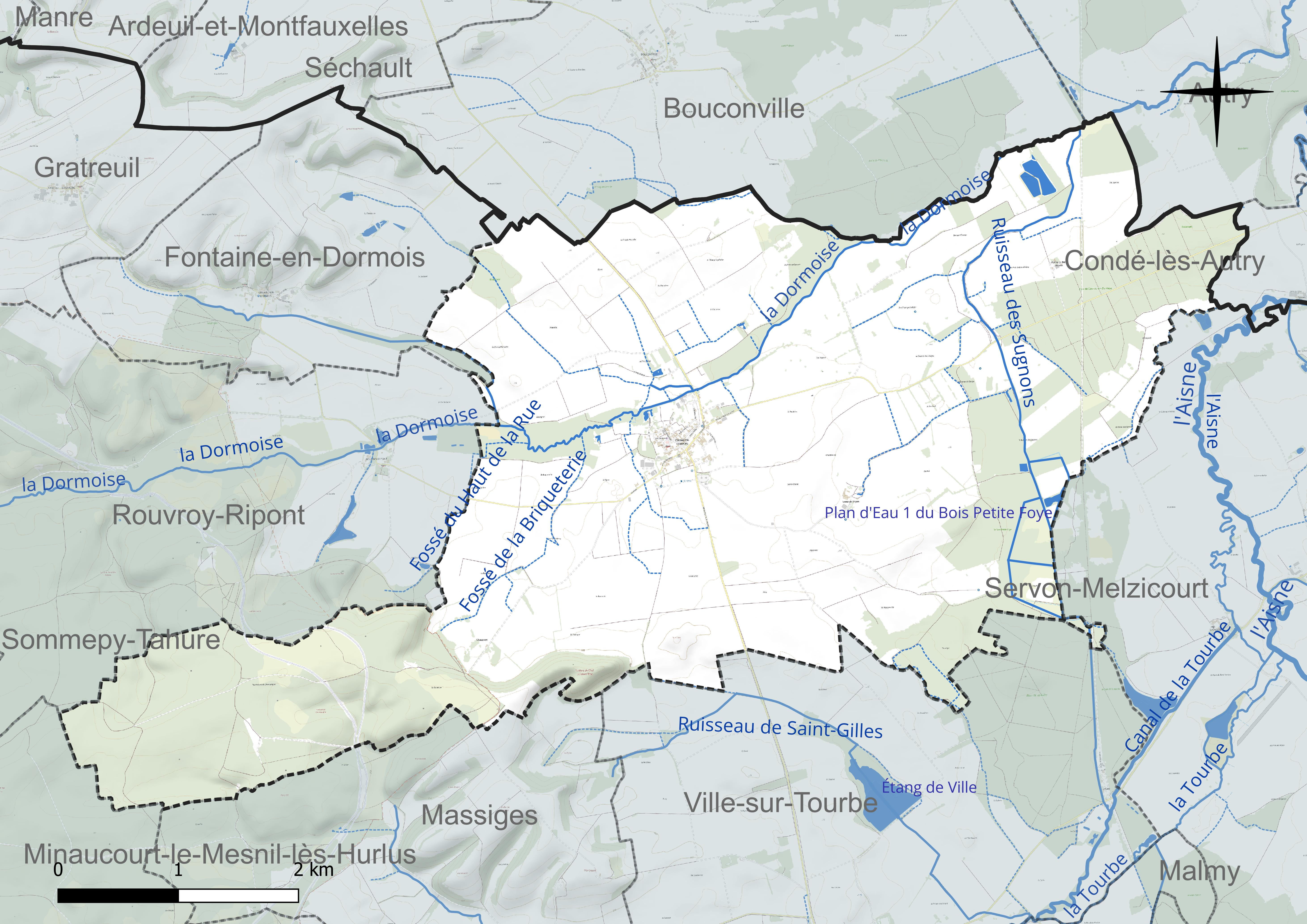
Réseau hydrographique de Cernay-en-Dormois.

Un plan d'eau complète le réseau hydrographique : le plan d'eau 1 du Bois Petite Foye (0,9 ha),.

### Climat
Pour des articles plus généraux, voir Climat du Grand Est et Climat de la Marne.
En 2010, le climat de la commune est de type climat des marges montargnardes, selon une étude du Centre national de la recherche scientifique s'appuyant sur une série de données couvrant la période 1971-2000. En 2020, Météo-France publie une typologie des climats de la France métropolitaine dans laquelle la commune est exposée à un climat océanique altéré et est dans la région climatique  Nord-est du bassin Parisien, caractérisée par un ensoleillement médiocre, une pluviométrie moyenne régulièrement répartie au cours de l’année et un hiver froid (3 °C). 
Pour la période 1971-2000, la température annuelle moyenne est de 10,2 °C, avec une amplitude thermique annuelle de 15,7 °C. Le cumul annuel moyen de précipitations est de 829 mm, avec 12,8 jours de précipitations en janvier et 8,9 jours en juillet. Pour la période 1991-2020, la température moyenne annuelle observée sur la station météorologique de Météo-France la plus proche, « Montcheutin_sapc », sur la commune de Montcheutin à 8 km à vol d'oiseau, est de 11,0 °C et le cumul annuel moyen de précipitations est de 721,9 mm. 
La température maximale relevée sur cette station est de 41,2 °C, atteinte le 25 juillet 2019 ; la température minimale est de −15,5 °C, atteinte le 20 décembre 2009,,. 
Les paramètres climatiques de la commune ont été estimés pour le milieu du siècle (2041-2070) selon différents scénarios d'émission de gaz à effet de serre à partir des nouvelles projections climatiques de référence DRIAS-2020. Ils sont consultables sur un site dédié publié par Météo-France en novembre 2022.

## Urbanisme

### Typologie
Au 1er janvier 2024, Cernay-en-Dormois est catégorisée commune rurale à habitat très dispersé, selon la nouvelle grille communale de densité à sept niveaux définie par l'Insee en 2022.
Elle est située hors unité urbaine. Par ailleurs la commune fait partie de l'aire d'attraction de Sainte-Menehould, dont elle est une commune de la couronne,. Cette aire, qui regroupe 50 communes, est catégorisée dans les aires de moins de 50 000 habitants,.

### Occupation des sols
L'occupation des sols de la commune, telle qu'elle ressort de la base de données européenne d’occupation biophysique des sols Corine Land Cover (CLC), est marquée par l'importance des territoires agricoles (67,1 % en 2018), une proportion sensiblement équivalente à celle de 1990 (67,5 %). La répartition détaillée en 2018 est la suivante : 
terres arables (48,9 %), forêts (22,3 %), prairies (18,2 %), milieux à végétation arbustive et/ou herbacée (8,5 %), zones urbanisées (1,5 %), zones humides intérieures (0,6 %). L'évolution de l’occupation des sols de la commune et de ses infrastructures peut être observée sur les différentes représentations cartographiques du territoire : la carte de Cassini (XVIIIe siècle), la carte d'état-major (1820-1866) et les cartes ou photos aériennes de l'IGN pour la période actuelle (1950 à aujourd'hui).

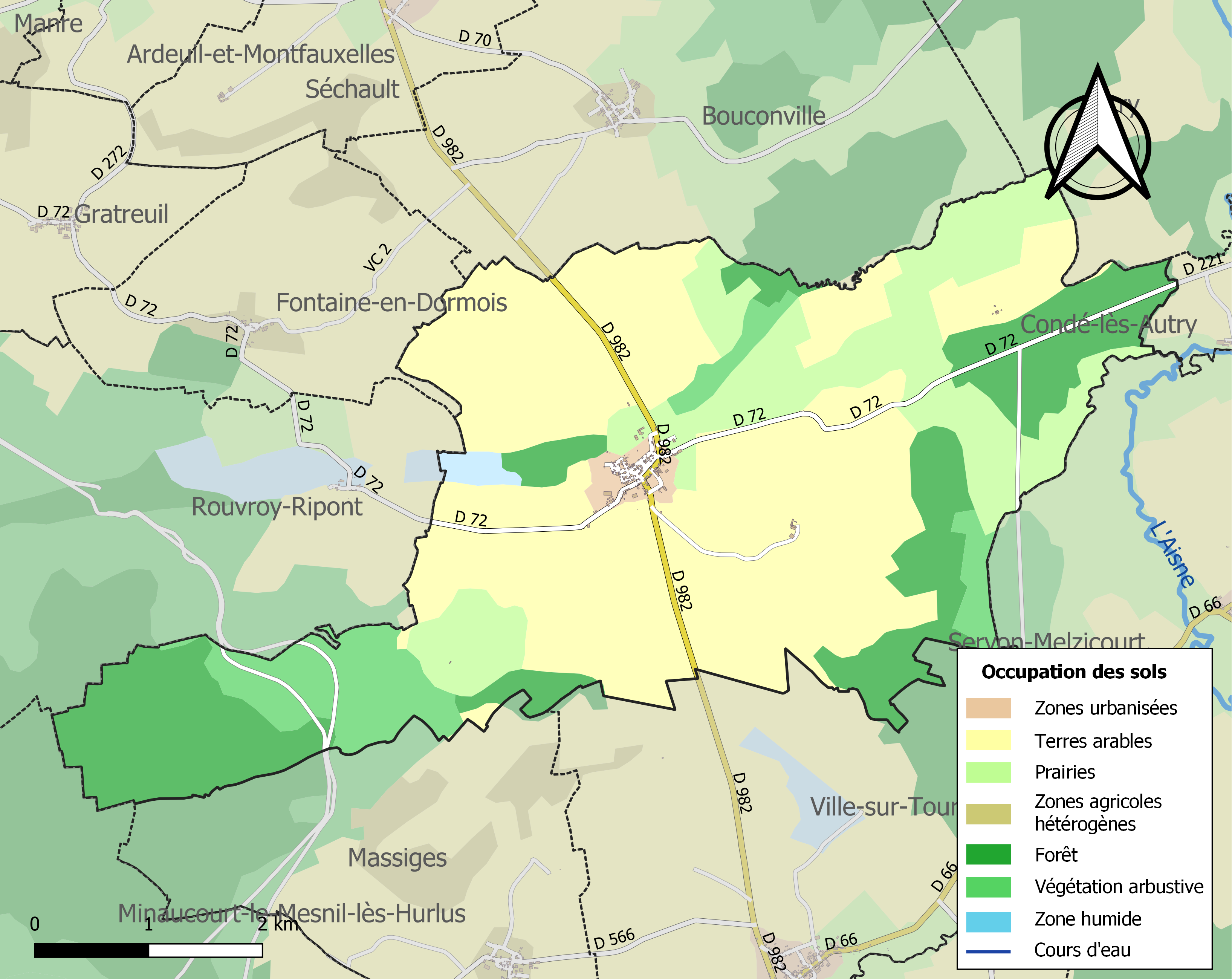
Carte des infrastructures et de l'occupation des sols de la commune en 2018 (CLC).

## Toponymie
Surneium (XIe siècle) ; Sarneium (1154) ; Sarnai (1163) ; Sarnacum (1176) ; Sarnaium (1202) ; Sarnayum (1214) ; Sarnacum in Dormoys (1244 ) ; Sernaium, Sarnay (vers 1252) ; Sarnai-en-Dormois (1254) ; Cerneium (vers 1260) ; Cernacum in Dormisio (1303-1312) ; Sarnacum in Dormesio (1336) ; Sernay-en-Dormois (1396) ; Charny (XIVe siècle) ; Cernay-en-Dormoys (1411).
La Dormoise traverse la commune de Cernay-en-Dormois et l'ancien « pagus (pays) Dulcomensis » lui donné son nom. Il faudrait lire : « Cernay en pays Dormois ».

## Histoire
Le village est mentionné en 1154 dans le polyptyque de saint Remi et l'église paroissiale était le siège du doyenné qui ressortait du diocèse de Reims. Le territoire a appartenu successivement aux seigneurs de Garlande, d'Oiselet et de Grandpré. Un château englobait le village à l'intérieur de ses remparts. Ce château est détruit au XIXe siècle excepté le donjon qui subsiste au nord du village.
Cernay avait un Hôtel-Dieu, brûlé pendant les guerres de religion par les reîtres. En 1690 les biens de cet hôpital sont remis à l'Hôtel-Dieu de Reims.
En 1892, M. Fécamp a mis au jour, dans son champ, une nécropole du haut Moyen Âge. Le village, détruit durant la Première Guerre mondiale est reconstruit au même endroit.

## Politique et administration
Par décret du 29 mars 2017, l'arrondissement de Sainte-Menehould est supprimée et la commune est intégrée le 31 mars 2017 à l'arrondissement de Châlons-en-Champagne.

### Intercommunalité
La commune, qui n'était membre d'aucune intercommunalité, a rejoint à sa création, le 1er janvier 2014, la communauté de communes de l'Argonne Champenoise.

### Liste des maires
| Période                                  | Période                      | Identité            | Étiquette | Qualité                         |
| ---------------------------------------- | ---------------------------- | ------------------- | --------- | ------------------------------- |
| Les données manquantes sont à compléter. |                              |                     |           |                                 |
| avant 1981                               | ?                            | Michel Francart     |           |                                 |
| avant 1995                               | En cours (au 4 juillet 2014) | Jean-Pierre Chapron | DVD       | Réélu pour le mandat 2014-2020, |

## Démographie
L'évolution du nombre d'habitants est connue à travers les recensements de la population effectués dans la commune depuis 1793. Pour les communes de moins de 10 000 habitants, une enquête de recensement portant sur toute la population est réalisée tous les cinq ans, les populations de référence des années intermédiaires étant quant à elles estimées par interpolation ou extrapolation. Pour la commune, le premier recensement exhaustif entrant dans le cadre du nouveau dispositif a été réalisé en 2004.

En 2022, la commune comptait 134 habitants, en évolution de −14,1 % par rapport à 2016 (Marne : −1,19 %, France hors Mayotte : +2,11 %).
| 1793 | 1800 | 1806 | 1821 | 1831 | 1836 | 1841 | 1846 | 1851 |
| ---- | ---- | ---- | ---- | ---- | ---- | ---- | ---- | ---- |
| 554  | 654  | 703  | 754  | 797  | 814  | 861  | 862  | 903  |

| 1856 | 1861 | 1866 | 1872 | 1876 | 1881 | 1886 | 1891 | 1896 |
| ---- | ---- | ---- | ---- | ---- | ---- | ---- | ---- | ---- |
| 849  | 854  | 876  | 846  | 816  | 794  | 749  | 720  | 650  |

| 1901 | 1906 | 1911 | 1921 | 1926 | 1931 | 1936 | 1946 | 1954 |
| ---- | ---- | ---- | ---- | ---- | ---- | ---- | ---- | ---- |
| 628  | 619  | 608  | 290  | 305  | 304  | 301  | 249  | 251  |

| 1962 | 1968 | 1975 | 1982 | 1990 | 1999 | 2004 | 2006 | 2009 |
| ---- | ---- | ---- | ---- | ---- | ---- | ---- | ---- | ---- |
| 305  | 209  | 179  | 156  | 153  | 126  | 145  | 153  | 148  |

| 2014 | 2019 | 2022 | - | - | - | - | - | - |
| ---- | ---- | ---- | - | - | - | - | - | - |
| 152  | 138  | 134  | - | - | - | - | - | - |

## Lieux et monuments
- L’église de la Nativité-de-la-Vierge dont la collation était à l'abbaye Saint-Remi de Reims, a été totalement reconstruite après la Guerre 1914-1918 « comme une cathédrale miniature en néo-gothique. Elle possède une grande flèche en ardoise »[25].

## Personnalités liées à la commune
- Hugues de Broyes, chevalier, seigneur de Cernay-en-Dormois en 1395[26].
- Claude Thierriet, (1743-1824), chirurgien, conventionnel.
- Nicolas Boucher, né en 1528 à Cernay-en-Dormois est évêque de Verdun en 1588. Il meurt en 1593.

## Sources